# Management Review Quarterly
Die Management Review Quarterly (MRQ) ist eine wissenschaftliche Fachzeitschrift der Betriebswirtschaftslehre. Bis 2013 erschien sie unter dem Titel Journal für Betriebswirtschaft (JfB).
Die Zeitschrift wurde 1951 an der damaligen Hochschule für Welthandel in Wien unter dem Titel Der Österreichische Betriebswirt gegründet und über mehrere Jahrzehnte von Heinrich Stremitzer herausgegeben. Die Änderung des Namens in Journal für Betriebswirtschaft erfolgte 1974. Im Jahr 2005 wurde sie grundlegend neupositioniert und veröffentlicht seither vorwiegend Übersichtsartikel („State of the Art“) zur internationalen betriebswirtschaftlichen Forschung. Dies umfasst auch quantitative Metaanalysen. Seit 2018 sind auch Replikationsstudien im Fokus.
Die Chefredakteure der Zeitschrift sind seit 2018 Joern Block (Editor-in-Chief) und Christian Fisch (Managing Editor) von der Universität Trier. Sie werden von einem aus 20 Personen bestehenden Redaktionsteam unterstützt.

## Reputation
Das Zeitschriften-Ranking VHB-JOURQUAL (2008) stuft MRQ/JfB in die Kategorie C ein; im Teilranking ABWL belegt sie den 39. Platz. Im Ranking des Jahres 2011 wurde das JfB ebenfalls in Kategorie C eingestuft. Auch im Ranking des Jahres 2015 wurde MRQ in der Kategorie C eingestuft.